# Arnaut Daniel

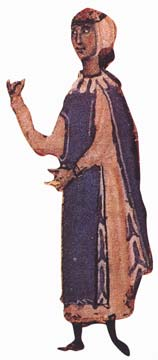
Arnaut Daniel – Darstellung aus Bibliothèque Nationale, MS cod. fr. 12473, 13. Jahrhundert

Arnaut Daniel (* um 1150 in Ribérac im heutigen Département Dordogne, Grafschaft Périgord und Herzogtum Aquitanien; † um 1200 oder 1210) war ein okzitanischer Trobador und einer der Hauptvertreter der Trobadordichtung im dunklen, schwierigen Stil (trobar clus).
Von Dante wird er als „bester Schmied der Muttersprache“ gepriesen und von Petrarca „Großmeister der Liebe“ genannt. Im 20. Jahrhundert wurde er von dem Schriftsteller Ezra Pound in dessen Werk The Spirit of Romance (1910) zum größten Poeten aller Zeiten ernannt.

## Leben
Laut einer Vida (einer in okzitanischer Sprache geschriebenen kurzen Prosabiographie), die Uc de Sant Circ zugeschrieben wird, wurde Arnaut als Adliger (gentils hom) auf der Burg Ribérac im Bistum Périgord geboren, erhielt eine Ausbildung in den letras (gemeint sind wahrscheinlich die Sieben Freien Künste, oder zumindest deren sprachliche Fächer des Triviums), gab das Studium dann aber zugunsten des Dichtens auf und wurde joglar, was die mit dem deutschen Wort Gaukler (joculator) verwandte Bezeichnung eines Spielmanns ist, der gegen Bezahlung fremde und eigene Lieder vorträgt. Auch sein Zeitgenosse Raimon de Dufort nennt ihn „einen Studenten, ruiniert von Würfelspielen“.

## Künstlerisches Schaffen
Von Arnaut sind zwei Melodien und 18 Liedtexte erhalten, davon 12 in Kanzonenform und eines (Lo ferm voler q'el cor m'intra) das älteste bekannte Lied in der Form der Sestine. Er gilt als Erfinder dieser Gattung, einer formal höchst anspruchsvollen Gedichtform bestehend aus sechs Strophen mit je sechs Versen und sechs gleichbleibenden Reimwörtern, die innerhalb der einzelnen Strophe keinen Reimpartner haben, sondern von Strophe zu Strophe in veränderter Position wiederkehren, wobei jede Strophe mit dem Anfangsreim das Reimwort der vorhergehenden Strophe wiederholt (rimas capcaudadas). Aufgrund der besonderen Schwierigkeit, die im Reim exponierten Wörter mit möglichst variierender Bedeutung in jeweils neuen Aussagezusammenhängen wiederkehren zu lassen, und aufgrund der damit verbundenen Dunkelheit gilt die Sestine als besonders charakteristisch für die von Arnaut vertretene Stilrichtung des Trobadors.
Eine Bemerkung Dantes im Purgatorio (26,118) kann man so verstehen, dass Arnaut nicht nur mit Liedern („versi d'amore“), sondern auch mit Prosaromanen (prose di romanzi) besondere Ehre einlegte, doch hat sich kein ihm zugeschriebes Prosawerk erhalten. Der englische Dichter Henry W. Longfellow wollte ihm eine Versfassung des Lanzelot vom See zuschreiben, hat hiermit aber keinen Anklang gefunden.
Arnaut hatte sich bereits um 1185 einen Namen unter den Trobadors gemacht und erfreute sich später besonderer Wertschätzung unter den italienischen Nachahmern der Trobadordichtung. Dante führt ihn in seiner Schrift De vulgari eloquentia mit seiner Kanzone L'aur' amara als Hauptvertreter der Gattung Liebesdichtung an (Dve II, ii, 8), zitiert ihn dort auch mit den Kanzonen Sols sui qui sai lo sobrafan qe'm sortz (II, vi, 6) und Si'm fos Amors de ioi donar tant larga (II, xiii, 2) und ahmte Arnauts Sestine in seiner eigenen Sestine Al poco giorno (Rime 34) und der Doppelsestine Amor tu vedi ben (Rime 37) nach. In seiner Commedia begegnet Arnaut Daniel im 26. Gesang des Purgatorio, als „Arnaldo“ im Fegefeuer unter den Büßern der Sünde der Lust. Er wird dort vorgestellt von dem von Dante gleichfalls hochgeschätzten italienischen Dichter Guido Guinizelli, der Arnaut vorstellt als „miglior fabbro del parlar materno“ („besserer Schmied der Muttersprache“), der selbst dem Trobador Giraut de Bornelh noch vorzuziehen sei. Arnaut selbst stellt sich dann in seiner Muttersprache vor:
«Tan m'abellis vostre cortes deman,
qu'ieu no me puesc ni voill a vos cobrire.
Ieu sui Arnaut, que plor e vau cantan;
consiros vei la passada folor,
e vei jausen lo joi qu'esper, denan.
Ara vos prec, per aquella valor
que vos guida al som de l'escalina,
sovenha vos a temps de ma dolor»
(Purg., XXVI, 140–147)
Wörtlich übersetzt:
So sehr gefällt mir Eure höfliche Frage,
daß ich mich vor Euch verbergen weder will noch kann.
Ich bin Arnaut, der ich weine und singend hier gehe;
Sorgenvoll betrachte ich die vergangene Torheit,
und mit Vergnügen sehe ich die bevorstehende Freude (d. h. des Paradieses), die ich erhoffe.
Nun aber bitte ich Euch, um jener Tugend willen,
die Euch zum Ende jener Treppe führt:
Erinnert Euch bezeiten meines Leids!
In der Nachdichtung von Carl Streckfuß:
„Die edle Frage weißt du zu verschönen,
Daß ich mich bergen weder will noch kann.
Ich bin Arnald und geh’ in Schmerz und Stöhnen,
Den Wahn erkennend der Vergangenheit,
Und singe, hoffend, dann in Jubeltönen.
Jetzt bitt’ ich dich, hast du die Herrlichkeit
Auf dieses Berges Gipfel aufgefunden,
Dann denke meines Leids zur rechten Zeit.“
Als Würdigung dieser Verse, die Dante Arnaut Daniel widmete, erschien die europäischen Edition von T.S. Eliots zweitem Gedichtband unter dem Titel Ara Vos Prec. Eliots Gedicht „The Waste Land“ beginnt und endet mit Verweisen auf Dante und Daniel. Das Gedicht enthält im letzten Absatz auch einen Bezug auf die letzte Zeile des 26. Gesangs aus dem Purgatorium: „Poi s'ascose nel foco che gli affina“ (Dann schwand er weg im Feuer, das sie läutert), die sich ebenfalls auf Daniel Arnaut bezieht.
In Arnauts Lied Nr. 10 (Ab gai so cuindet e leri, „An eine schöne, fröhliche und glückliche Melodie“) finden sich die – laut Ezra Pound – „drei Verse für welche Daniel am bekanntesten ist“ (The Spirit of Romance, S. 36):
„leu sui Arnaut qu'amas l'aura
E chatz le lebre ab lo bou
E nadi contra suberna“
Übersetzung:
„Ich bin Arnaut, der den Wind liebt,
Und den Hasen mit dem Ochsen jagt,
Und gegen die Sturzflut schwimmt.“
Mehrere Schulen, u. a. die Mittel- und Oberschule, in Ribérac wurden nach Daniel Arnaut benannt.